# Gerd Zenhäusern
Gerd Zenhäusern (* 27. April 1972 in Visp) ist ein Schweizer Eishockeytrainer und ehemaliger Eishockeyspieler. Seit März 2024 ist er Sportchef beim NLA-Verein HC Fribourg-Gottéron.

## Spielerlaufbahn
Zenhäusern spielte für HC Sierre, SC Herisau und Lausanne HC in der National League B (NLB). Mit letzterem Verein stieg er 1995 in die National League A (NLA) auf. In der höchsten Schweizer Spielklasse stand er für Lausanne HC, ZSC Lions, HC Ajoie und HC Fribourg-Gottéron auf dem Eis. Nach der Saison 2006/07 beendete er seine Spielerkarriere.

## Trainerlaufbahn
2011 wurde Zenhäusern Assistenztrainer bei Lausanne HC. Im Laufe der Saison 2012/13 wurde er nach der Entlassung John van Boxmeers zum Cheftrainer befördert und führte die Mannschaft zum Gewinn des NLB-Meistertitels sowie zum Aufstieg in die NLA. Beides war ihm mit dem Klub auch zu seiner Spielerzeit gelungen.
Zur Saison 2013/14 wechselte Zenhäusern in den Trainerstab des NLA-Vereins EHC Biel. Er bat im Oktober 2014 um die Auflösung seines Arbeitsvertrages, um zum HC Fribourg-Gottéron zu wechseln. Dort trat er das Amt des Cheftrainers an. Kurz nach dem Start in die NLA-Saison 2016/17 verließ Zenhäusern den Posten des Cheftrainers und wechselte zum 1. Oktober 2016 innerhalb von Fribourg-Gottéron ins Amt des Chefs der Ausbildungsabteilung des Vereins.

## Karrierestatistik
(Legende zur Spielerstatistik: Sp oder GP = absolvierte Spiele; T oder G = erzielte Tore; V oder A = erzielte Assists; Pkt oder Pts = erzielte Scorerpunkte; SM oder PIM = erhaltene Strafminuten; +/− = Plus/Minus-Bilanz; PP = erzielte Überzahltore; SH = erzielte Unterzahltore; GW = erzielte Siegtore; 1 Play-downs/Relegation; Kursiv: Statistik nicht vollständig)

## Persönliches
Sein Vater Aldo war ebenfalls Eishockeyprofi.